# Marthula minor
Marthula minor är en fjärilsart som beskrevs av Paul Thiaucourt 1980. Marthula minor ingår i släktet Marthula och familjen tandspinnare. Inga underarter finns listade i Catalogue of Life.